# Richard Jézierski
Richard Jézierski (Reims, 19 aprile 1971) è un ex calciatore francese, di ruolo difensore.

## Caratteristiche tecniche
Ha giocato come difensore centrale e terzino sinistro.

## Carriera
Cresciuto nello Stade de Reims, veste le maglie di Tolosa, Créteil, Le Mans, Troyes, Mulhouse, Sedan e Clermont Foot.
Nei primi anni di carriera gioca nelle categorie minori del calcio francese ritornando a Reims nel 1995: salta tutta la stagione a causa di una frattura alla tibia e al perone. Nell'annata seguente approda al Troyes ESTAC, squadra con la quale raggiunge la seconda divisione nel 1996. Dopo una breve esperienza al Mulhouse, ritorna al Troyes, dove rimane per altri tre anni. Nella stagione 1999-2000 gioca in prima divisione realizzando la sua unica rete nella massima serie il 5 agosto del 1999, alla seconda giornata, contro il Lione (1-2). Nel 2001 si trasferisce al Sedan, rimanendo in Ligue 1, per poi passare al Clermont Foot, società di seconda divisione nella quale termina la carriera nel 2005.
Vanta 189 incontri e 4 gol nella seconda divisione francese, 169 presenze e 4 reti con la maglia del Troyes, 117 partite e 1 marcatura in prima divisione e 2 sfide di Coppa UEFA 2001-2002 giocate con la maglia del Sedan tra il 19 e il 26 settembre del 2001 contro i cechi del Marila Příbram (5-3 nel doppio confronto).
Dopo aver appeso gli scarpini al chiodo Jézierski diviene prima direttore generale del Troyes tra il 2010 e l'aprile del 2011 e nel luglio del 2011 consulente per le partite di campionato di seconda divisione francese per la trasmissione calcistica CFoot.